# 久胜镇
久胜镇，是中华人民共和国黑龙江省绥化市庆安县下辖的一个乡镇级行政单位。

## 行政区划
久胜镇下辖以下地区：
久旺村、久宏村、久杨村、久安村、久旭村、久佳村和鲜丰村。